# ダークス・ベントリー
フレデリック・ダークス・ベントリー（英語: Frederick Dierks Bentley、1975年11月20日 - ）は、アメリカ合衆国のシンガーソングライター。

## 生い立ち
1975年11月20日、アメリカ合衆国のアリゾナ州・フェニックスに生まれる。

## ディスコグラフィー

### アルバム
- 『Dierks Bentley』 (2003年)
- 『Modern Day Drifter』 (2005年)
- 『Long Trip Alone』 (2006年)
- 『Feel That Fire』 (2009年)
- 『Up on the Ridge』 (2010年)
- 『Home』 (2012年)
- 『Riser』 (2014年)
- 『Black』 (2016年)
- 『The Mountain』(2018年)
- 『Gravel & Gold』 (2023年)
- 『Broken Branches』 (2025年)